# 278P/McNaught
278P/McNaught, komet Jupiterove obitelji